# Germaine Monteil Cosmétiques
 (février 2022).
 (octobre 2018).
Si vous disposez d'ouvrages ou d'articles de référence ou si vous connaissez des sites web de qualité traitant du thème abordé ici, merci de compléter l'article en donnant les références utiles à sa vérifiabilité et en les liant à la section « Notes et références ».
Pour les articles homonymes, voir Monteil.
Monteil ou Germaine Monteil Cosmétiques  est une marque de parfums et de produits de beauté créée à New York en 1936.

## Origines
Née à Tulle en 1896, la Française Germaine Monteil (1896-1987) arrive à New York au début des années 1930 et lance une gamme de vêtements. En marge de son entreprise de mode, elle expérimente des parfums et des préparations pour la peau. En 1936, elle crée Germaine Monteil Cosmetiques Corp avec son mari Guy Bjorkman. En 1938, sa maison remporte le Neiman Marcus Fashion Award.
Son premier parfum, Laughter (rebaptisé ensuite Rigolade), sort en 1941.
Forte de son succès en cosmétique, elle abandonne la conception de vêtements et se consacre entièrement à sa ligne de produits de beauté, dont une quinzaine de parfums réputés.
Des instituts Germaine Monteil ouvrent dans la plupart des grandes capitales.
Sa fondatrice prend la retraite en 1969 et dans les années 1970, l'entreprise se rapproche de la filiale Yves Saint Laurent Beauté puis, en 1987, de Revlon. En 2006, la société Monteil Cosmetics International GmbH (Rheingaustrasse 19a 65375 Oestrich-Winkel, DE) rachète la marque pour l'Europe, le groupe Coty se chargeant du marché américain.

## Principaux parfums
- années 1940 : Laughter, New Love, Nostalgia, Frou Frou
- années 1950 : Fleur Sauvage, Gigolo, Nouvel Amour, Rigolade, Royal Secret
- années 1960 : Germaine, Bakir, Galoré
- années 1990 : L'Eau de Monteil
- années 2000 : Soon, Le Nouveau Parfum